# Desnœufs
Île Desnœufs (Isle des Noeufs, Ile des Noeufs) – najbardziej na południe wysunięta wyspa Amirantów na Seszelach, 13 km na południowy zachód od najbliższego sąsiada Marie Louise. Nazwa prawdopodobnie pochodzi z języka francuskiego i znaczy „jeden z dziewięciu”, ponieważ jest to jedna z dziewięciu głównych wysp Amirantów.
Wyspa prawie okrągła, z wysokim brzegiem otaczającym centralną depresję (zamiast laguny), ok. 5,5 m wysokości. Większość ziemi pokryta jest piaskowcem odkrytym podczas wydobywania guana pod koniec XIX wieku. Wyspa otoczona poszarpaną, wąską i płaską rafą; prawie bezdrzewna, pokryta trawą i innymi nisko rosnącymi roślinami. Na wyspie żyje ponad milion ptaków morskich, wśród nich mewy i głuptaki.
Wyspa jest bezludna, są na niej budynki używane przez mieszkańców pobliskiej wyspy Marie Louise i przez wędkarzy. Zejście na ląd może być niezmiernie trudne w związku z wielkimi falami przewalającymi się dookoła wyspy nawet podczas najspokojniejszego morza.